# Juego de las Estrellas de la A-League 2022
El Juego de las Estrellas de la A-League 2022 fue la 3.ª edición del Juego de las Estrellas de la A-League, y la 1.ª desde 2014. Se jugó en el Accor Stadium de Sídney el 25 de mayo de 2022 entre el Equipo de Estrellas de la A-League y el Fútbol Club Barcelona de España.

## Sede del partido
El partido se jugó en el Accor Stadium, en Sídney, Australia.
| Australia                                  |               |               |               |
| Ciudad                                     | Estadio       |               |               |
| Sídney                                     | Accor Stadium | Accor Stadium | Accor Stadium |
|                                            |               |               |               |
| 83 500 espectadores                        |               |               |               |
| Juego de las Estrellas de la A-League 2022 |               |               |               |

## Partido
| 1     | Guardameta     | Filip Kurto     | 46' |
| 23    | Defensa        | Rhyan Grant     | 85' |
| 4     | Defensa        | Adrian Mariappa | 58' |
| 14    | Defensa        | Kye Rowles      |     |
| 3     | Defensa        | Jason Davidson  | 30' |
| 26    | Centrocampista | Jay O'Shea      | 79' |
| 5     | Centrocampista | Jack Rodwell    | 58' |
| 17    | Centrocampista | Anthony Caceres | 79' |
| 11    | Centrocampista | Daniel Penha    | 58' |
| 27    | Centrocampista | Reno Piscopo    | 64' |
| 9     | Delantero      | Jason Cummings  | 57' |
| D. T. | D. T.          | Dwight Yorke    |     |

| 1     | Guardameta     | Marc-André ter Stegen | 46' |
| 8     | Defensa        | Dani Alves            |     |
| 4     | Defensa        | Ronald Araújo         |     |
| 23    | Defensa        | Samuel Umtiti         | 73' |
| 31    | Defensa        | Alejandro Balde       | 62' |
| 34    | Centrocampista | Álvaro Sanz           | 62' |
| 5     | Centrocampista | Sergio Busquets       | 79' |
| 30    | Centrocampista | Gavi                  | 73' |
| 11    | Delantero      | Adama Traoré          | 73' |
| 17    | Delantero      | Luuk de Jong          |     |
| 7     | Delantero      | Ousmane Dembélé       | 78' |
| D. T. | D. T.          | Xavi Hernández        |     |

| 18 | Defensa        | Adama Traoré      | 30' |
| 20 | Guardameta     | Andrew Redmayne   | 46' |
| 36 | Delantero      | Garang Kuol       | 57' |
| 8  | Centrocampista | Isaías Sánchez    | 58' |
| 10 | Centrocampista | Miloš Ninković    | 58' |
| 2  | Defensa        | Scott Neville     | 58' |
| 66 | Delantero      | Nestory Irankunda | 64' |
| 19 | Delantero      | Callum Timmins    | 79' |
| 7  | Centrocampista | Olivier Boumal    | 79' |
| 41 | Defensa        | Alexandar Popovic | 85' |

| 36 | Guardameta     | Arnau Tenas               | 46' |
| 18 | Defensa        | Jordi Alba                | 62' |
| 25 | Delantero      | Pierre-Emerick Aubameyang | 62' |
| 44 | Centrocampista | Antonio Aranda            | 62' |
| 10 | Delantero      | Ansu Fati                 | 73' |
| 41 | Defensa        | Mika Mármol               | 73' |
| 21 | Centrocampista | Frenkie de Jong           | 73' |
| 43 | Centrocampista | Jandro Orellana           | 79' |

| 47' · 53' | Reno Piscopo Adama Traoré | 1:1 2:1 |

| 34' · 72' · 77' | Ousmane Dembélé Adama Traoré Ansu Fati | 0:1 2:2 2:3 |

| Principal | Alex King |

|  |                    |     |     |
|  | Tiros              | 9   | 25  |
|  | Tiros a puerta     | 4   | 7   |
|  | Faltas             | 3   | 12  |
|  | Saques de esquina  | 1   | 11  |
|  | Fueras de juego    | 5   | 1   |
|  | Posesión del balón | 33% | 67% |

| 1     | Guardameta     | Filip Kurto     | 46' |
| 23    | Defensa        | Rhyan Grant     | 85' |
| 4     | Defensa        | Adrian Mariappa | 58' |
| 14    | Defensa        | Kye Rowles      |     |
| 3     | Defensa        | Jason Davidson  | 30' |
| 26    | Centrocampista | Jay O'Shea      | 79' |
| 5     | Centrocampista | Jack Rodwell    | 58' |
| 17    | Centrocampista | Anthony Caceres | 79' |
| 11    | Centrocampista | Daniel Penha    | 58' |
| 27    | Centrocampista | Reno Piscopo    | 64' |
| 9     | Delantero      | Jason Cummings  | 57' |
| D. T. | D. T.          | Dwight Yorke    |     |

| 1     | Guardameta     | Marc-André ter Stegen | 46' |
| 8     | Defensa        | Dani Alves            |     |
| 4     | Defensa        | Ronald Araújo         |     |
| 23    | Defensa        | Samuel Umtiti         | 73' |
| 31    | Defensa        | Alejandro Balde       | 62' |
| 34    | Centrocampista | Álvaro Sanz           | 62' |
| 5     | Centrocampista | Sergio Busquets       | 79' |
| 30    | Centrocampista | Gavi                  | 73' |
| 11    | Delantero      | Adama Traoré          | 73' |
| 17    | Delantero      | Luuk de Jong          |     |
| 7     | Delantero      | Ousmane Dembélé       | 78' |
| D. T. | D. T.          | Xavi Hernández        |     |

| 18 | Defensa        | Adama Traoré      | 30' |
| 20 | Guardameta     | Andrew Redmayne   | 46' |
| 36 | Delantero      | Garang Kuol       | 57' |
| 8  | Centrocampista | Isaías Sánchez    | 58' |
| 10 | Centrocampista | Miloš Ninković    | 58' |
| 2  | Defensa        | Scott Neville     | 58' |
| 66 | Delantero      | Nestory Irankunda | 64' |
| 19 | Delantero      | Callum Timmins    | 79' |
| 7  | Centrocampista | Olivier Boumal    | 79' |
| 41 | Defensa        | Alexandar Popovic | 85' |

| 36 | Guardameta     | Arnau Tenas               | 46' |
| 18 | Defensa        | Jordi Alba                | 62' |
| 25 | Delantero      | Pierre-Emerick Aubameyang | 62' |
| 44 | Centrocampista | Antonio Aranda            | 62' |
| 10 | Delantero      | Ansu Fati                 | 73' |
| 41 | Defensa        | Mika Mármol               | 73' |
| 21 | Centrocampista | Frenkie de Jong           | 73' |
| 43 | Centrocampista | Jandro Orellana           | 79' |

| 47' · 53' | Reno Piscopo Adama Traoré | 1:1 2:1 |

| 34' · 72' · 77' | Ousmane Dembélé Adama Traoré Ansu Fati | 0:1 2:2 2:3 |

| Principal | Alex King |

|  |                    |     |     |
|  | Tiros              | 9   | 25  |
|  | Tiros a puerta     | 4   | 7   |
|  | Faltas             | 3   | 12  |
|  | Saques de esquina  | 1   | 11  |
|  | Fueras de juego    | 5   | 1   |
|  | Posesión del balón | 33% | 67% |

| 1     | Guardameta     | Filip Kurto     | 46' |
| 23    | Defensa        | Rhyan Grant     | 85' |
| 4     | Defensa        | Adrian Mariappa | 58' |
| 14    | Defensa        | Kye Rowles      |     |
| 3     | Defensa        | Jason Davidson  | 30' |
| 26    | Centrocampista | Jay O'Shea      | 79' |
| 5     | Centrocampista | Jack Rodwell    | 58' |
| 17    | Centrocampista | Anthony Caceres | 79' |
| 11    | Centrocampista | Daniel Penha    | 58' |
| 27    | Centrocampista | Reno Piscopo    | 64' |
| 9     | Delantero      | Jason Cummings  | 57' |
| D. T. | D. T.          | Dwight Yorke    |     |

| 1     | Guardameta     | Marc-André ter Stegen | 46' |
| 8     | Defensa        | Dani Alves            |     |
| 4     | Defensa        | Ronald Araújo         |     |
| 23    | Defensa        | Samuel Umtiti         | 73' |
| 31    | Defensa        | Alejandro Balde       | 62' |
| 34    | Centrocampista | Álvaro Sanz           | 62' |
| 5     | Centrocampista | Sergio Busquets       | 79' |
| 30    | Centrocampista | Gavi                  | 73' |
| 11    | Delantero      | Adama Traoré          | 73' |
| 17    | Delantero      | Luuk de Jong          |     |
| 7     | Delantero      | Ousmane Dembélé       | 78' |
| D. T. | D. T.          | Xavi Hernández        |     |

| 18 | Defensa        | Adama Traoré      | 30' |
| 20 | Guardameta     | Andrew Redmayne   | 46' |
| 36 | Delantero      | Garang Kuol       | 57' |
| 8  | Centrocampista | Isaías Sánchez    | 58' |
| 10 | Centrocampista | Miloš Ninković    | 58' |
| 2  | Defensa        | Scott Neville     | 58' |
| 66 | Delantero      | Nestory Irankunda | 64' |
| 19 | Delantero      | Callum Timmins    | 79' |
| 7  | Centrocampista | Olivier Boumal    | 79' |
| 41 | Defensa        | Alexandar Popovic | 85' |

| 36 | Guardameta     | Arnau Tenas               | 46' |
| 18 | Defensa        | Jordi Alba                | 62' |
| 25 | Delantero      | Pierre-Emerick Aubameyang | 62' |
| 44 | Centrocampista | Antonio Aranda            | 62' |
| 10 | Delantero      | Ansu Fati                 | 73' |
| 41 | Defensa        | Mika Mármol               | 73' |
| 21 | Centrocampista | Frenkie de Jong           | 73' |
| 43 | Centrocampista | Jandro Orellana           | 79' |

| 47' · 53' | Reno Piscopo Adama Traoré | 1:1 2:1 |

| 34' · 72' · 77' | Ousmane Dembélé Adama Traoré Ansu Fati | 0:1 2:2 2:3 |

| Principal | Alex King |

|  |                    |     |     |
|  | Tiros              | 9   | 25  |
|  | Tiros a puerta     | 4   | 7   |
|  | Faltas             | 3   | 12  |
|  | Saques de esquina  | 1   | 11  |
|  | Fueras de juego    | 5   | 1   |
|  | Posesión del balón | 33% | 67% |

| 1     | Guardameta     | Filip Kurto     | 46' |
| 23    | Defensa        | Rhyan Grant     | 85' |
| 4     | Defensa        | Adrian Mariappa | 58' |
| 14    | Defensa        | Kye Rowles      |     |
| 3     | Defensa        | Jason Davidson  | 30' |
| 26    | Centrocampista | Jay O'Shea      | 79' |
| 5     | Centrocampista | Jack Rodwell    | 58' |
| 17    | Centrocampista | Anthony Caceres | 79' |
| 11    | Centrocampista | Daniel Penha    | 58' |
| 27    | Centrocampista | Reno Piscopo    | 64' |
| 9     | Delantero      | Jason Cummings  | 57' |
| D. T. | D. T.          | Dwight Yorke    |     |

| 1     | Guardameta     | Marc-André ter Stegen | 46' |
| 8     | Defensa        | Dani Alves            |     |
| 4     | Defensa        | Ronald Araújo         |     |
| 23    | Defensa        | Samuel Umtiti         | 73' |
| 31    | Defensa        | Alejandro Balde       | 62' |
| 34    | Centrocampista | Álvaro Sanz           | 62' |
| 5     | Centrocampista | Sergio Busquets       | 79' |
| 30    | Centrocampista | Gavi                  | 73' |
| 11    | Delantero      | Adama Traoré          | 73' |
| 17    | Delantero      | Luuk de Jong          |     |
| 7     | Delantero      | Ousmane Dembélé       | 78' |
| D. T. | D. T.          | Xavi Hernández        |     |

| 18 | Defensa        | Adama Traoré      | 30' |
| 20 | Guardameta     | Andrew Redmayne   | 46' |
| 36 | Delantero      | Garang Kuol       | 57' |
| 8  | Centrocampista | Isaías Sánchez    | 58' |
| 10 | Centrocampista | Miloš Ninković    | 58' |
| 2  | Defensa        | Scott Neville     | 58' |
| 66 | Delantero      | Nestory Irankunda | 64' |
| 19 | Delantero      | Callum Timmins    | 79' |
| 7  | Centrocampista | Olivier Boumal    | 79' |
| 41 | Defensa        | Alexandar Popovic | 85' |

| 36 | Guardameta     | Arnau Tenas               | 46' |
| 18 | Defensa        | Jordi Alba                | 62' |
| 25 | Delantero      | Pierre-Emerick Aubameyang | 62' |
| 44 | Centrocampista | Antonio Aranda            | 62' |
| 10 | Delantero      | Ansu Fati                 | 73' |
| 41 | Defensa        | Mika Mármol               | 73' |
| 21 | Centrocampista | Frenkie de Jong           | 73' |
| 43 | Centrocampista | Jandro Orellana           | 79' |

| 47' · 53' | Reno Piscopo Adama Traoré | 1:1 2:1 |

| 34' · 72' · 77' | Ousmane Dembélé Adama Traoré Ansu Fati | 0:1 2:2 2:3 |

| Principal | Alex King |

|  |                    |     |     |
|  | Tiros              | 9   | 25  |
|  | Tiros a puerta     | 4   | 7   |
|  | Faltas             | 3   | 12  |
|  | Saques de esquina  | 1   | 11  |
|  | Fueras de juego    | 5   | 1   |
|  | Posesión del balón | 33% | 67% |